# Lillbergstjärnen (Älvsby socken, Norrbotten)
Lillbergstjärnen är en sjö i Älvsbyns kommun i Norrbotten och ingår i Piteälvens huvudavrinningsområde.